# خوسيه أنطونيو سوسا
خوسيه أنطونيو سوسا (بالإسبانية: José Antonio Sosa)‏ هو مخطط حضري ومهندس معماري إسباني، ولد في 8 مايو 1957 في لاس بالماس دي غران كناريا في إسبانيا.